# Sistem stelar
Un sistem stelar reprezintă un număr mic de stele care se rotesc reciproc una în jurul alteia, legate prin atracția gravitațională. Un număr mare de stele legate de gravitație se numește, în general, un roi stelar sau galaxie, deși, tehnic vorbind, acestea sunt, de asemenea, tot sisteme stelare. Sistemele stelare nu trebuie să fie confundate cu sistemele planetare, care includ planete și alte obiecte similare.

## Clasificare

### Sistem stelar binar
- Sirius - stea tip A și pitică albă
- Procyon
- Mira sau Omicron Ceti

### Sistem stelar triplu
- 40 Eridani
- Alpha Centauri
- Polaris
- Gliese 667
- HD 188753
- Fomalhaut
- HD 181068

### Sistem stelar cvadruplu
- Capella
- 4 Centauri
- Mizar
- HD 98800
- Kepler-64
- KOI-2626
- Xi Tauri

### Sistem stelar cu mai multe stele
5 stele
- Delta Orionis
- HD 155448[1]
- KIC 4150611[2]
- 1SWASP J093010.78+533859.5[3]

6 stele
- Beta Tucanae [4]
- Castor[5]
- HD 139691[6]
- If Alcor is considered part of the Mizar system, the system can be considered a sextuple.

7 stele
- Nu Scorpii[7]
- AR Cassiopeiae